# Olga Vilenskaia

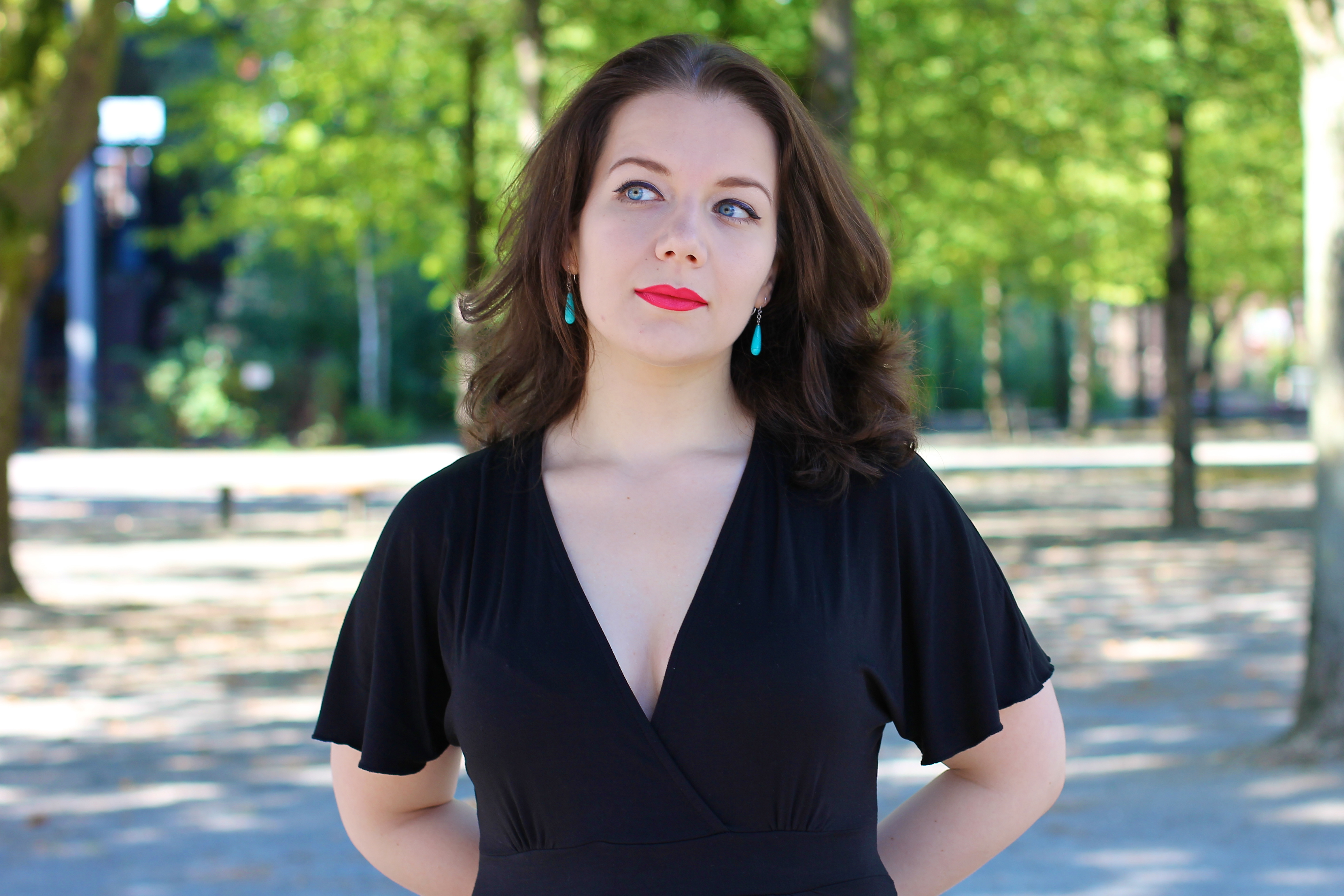
Olga Vilenskaia

Olga Vilenskaia (* 20. Februar 1984 in Noginsk) ist eine Sängerin in der Stimmlage Sopran.

## Lebenslauf
Olga Vilenskaia wurde in Noginsk bei Moskau als Tochter zweier Pianisten geboren und begann ihre musikalische Ausbildung zunächst mit Klavierunterricht. Nach dem Abitur studierte sie privat bei Manuela Uhl, bevor sie 2006 ein Gesangsstudium an der Hochschule für Musik und Theater Rostock bei Penka Christova, sowie der Liedgestaltung bei Christian de Bruyn aufnahm. 2011 setzte sie ihre Ausbildung im Masterstudiengang Oper am Conservatorium Maastricht mit Axel Everaert fort.
Meisterkurse u. a. bei Irwin Gage, Esther de Bros, Miranda van Kralingen und Nelly Miricioiu ergänzten ihre musikalische Ausbildung. Olga Vilenskaia ist Stipendiatin der „ad infinitum foundation“, der Richard-Wagner-Stipendienstiftung  und Preisträgerin des HMT-Musikpreises. Bereits während ihres Gesangsstudiums war Olga Vilenskaia in zahlreichen Opernrollen zu hören, beispielsweise als Rosalinde in „Die Fledermaus“, als Volpino in „Der Apotheker“,  als 1. Nymphe in „Rusalka“, als Ludmila in „Ruslan und Ludmila“,  als Tatiana in „Eugen Onegin“,  als 1.Dame in  „Die Zauberflöte“ und als  Fiordiligi in Mozarts „Così fan tutte“. 2012 debütierte sie als 1. Corifea in Carl Orffs „Prometheus“ bei der „Ruhrtriennale“. 
Die Sopranistin ist seit 2012 als Solistin bei Frascati Symphonic engagiert.
Sie lebt in Berlin und wird von Heidrun Franz-Vetter betreut.

## Zusammenarbeit
- Odd Terje Lysebo
- Peter Rundel
- Lemi Ponifasio
- Robert Wilson
- Emilio Pomàrico
- Frascati Symphonic unter der Leitung von Kris Stroobants
- Opera Zuid
- Harry Kupfer
- ChorWerkRuhr

## Preise
- 2014: Richard-Wagner-Stipendienstiftung
- 2011: Erasmus Stipendium
- 2010: HMT Musikpreis Rostock
- 2010: Ad Infinitum Foundation Stipendium